# Hinton (West Virginia)
Hinton is een plaats (city) in de Amerikaanse staat West Virginia, en valt bestuurlijk gezien onder Summers County.

## Demografie
Bij de volkstelling in 2000 werd het aantal inwoners vastgesteld op 2880.
In 2006 is het aantal inwoners door het United States Census Bureau geschat op 2651, een daling van 229 (-8.0%).

## Geografie
Volgens het United States Census Bureau beslaat de plaats een oppervlakte van
7,9 km², waarvan 6,0 km² land en 1,9 km² water. Hinton ligt op ongeveer 505 m boven zeeniveau.

## Plaatsen in de nabije omgeving
De onderstaande figuur toont nabijgelegen plaatsen in een straal van 24 km rond Hinton.